# Fiocchi Munizioni
Fiocchi Munizioni (Fiocchi Ammunition) — один из старейших и крупнейших итальянских производителей боеприпасов. Штаб-квартира и основная производственная площадка располагается в Лекко, Италия.

## История
Была основана бухгалтером Джулио Фиокки (Giulio Fiocchi) 3 июля 1876 года в Лекко, Италия. В 1890-х годах компания занималась производством унитарных пулевых и дробовых патронов. В 1903 году для коммерческого использования отходов от производства боеприпасов было организовано подразделение Fiocchi Snaps, которое занималось производством кнопок и мелкой галантереи.

В течение своего существования компания производила все возможные типы боеприпасов, начиная со шпилечных патронов, дроби, картечи вплоть до патронов кольцевого и центрального воспламенения.